# Lekkerland Convenience
Lekkerland Convenience este o companie germană care este cel mai mare distribuitor de bunuri de larg consum în benzinării și magazine de proximitate din România.
Compania a intrat pe piața românească la finele anului 2005, prin achiziția companiei Macromex Convenience, divizie a distribuitorului local Macromex specializată în distribuția bunurilor de larg consum în rețelele mari de benzinării.
În momentul preluării, compania avea aproximativ 50 de angajați.
Compania a raportat vânzari de 58 milioane de euro în 2008.
Număr de angajați în 2009: 200